# Beerschot AC
A Koninklijke Beerschot Antwerpen Clubot (röviden: Beerschot AC) belga elsőosztályú labdarúgócsapat. A klub 1999-ben alakult meg, két antwerpeni klub, a K Beerschot AC és Germinal Ekeren összefonódásaként. A két klub ""fúzióját"" megelőzően az Ekeren 10 éven át a belga élvonalbeli klubok közé tartozott, míg a 7-szeres belga bajnok Beerschot a harmadosztályban folyamatos pénzügyi problémákkal küszködött. A klub kétszer nyerte meg a belga labdarúgó-kupát, egyszer még a Germinal Ekeren színeiben, s  egyszer Germinal Beerschotként. A legjobb helyezésük két 3. hely volt az 1995–96-os és 1997–98-as szezonban.
| Szezon  | Bajnokság                        | Forduló         | Nemzet          | Csapat              | 1.mérk. | 2.mérk.   |
| ------- | -------------------------------- | --------------- | --------------- | ------------------- | ------- | --------- |
| 1991–92 | UEFA-kupa                        | 1. selejtezőkör | Skócia          | Celtic FC           | 1–1     | 0–2       |
| 1995    | UEFA Intertotó-kupa              | csoportkör      | Svájc           | FC Aarau            | 3–3     |           |
|         |                                  |                 | Feröer-szigetek | HB Tórshavn         |         | 1–1       |
|         |                                  |                 | Románia         | Universitatea Cluj  | 4–1     |           |
|         |                                  |                 | Norvégia        | Tromsø IL           |         | 2–0       |
| 1996–97 | UEFA-kupa                        | 1. selejtezőkör | Ausztria        | Grazer AK           | 3–1     | 0–2       |
| 1997–98 | UEFA Kupagyőztesek Európa-kupája | 1. selejtezőkör | Szerbia         | Crvena Zvezda       | 3–2     | 1–1       |
|         |                                  | 2. selejtezőkör | Németország     | VfB Stuttgart       | 0–4     | 4–2       |
| 1998–99 | UEFA-kupa                        | 1. selejtezőkör | BIH             | FK Sarajevo         | 4–1     | 0–0       |
|         |                                  | 2.selejtezőkör  | Svájc           | Servette FC         | 1–4     | 2–1       |
| 2005–06 | UEFA-kupa                        | 1. selejtezőkör | Franciaország   | Olympique Marseille | 0–0     | 1–4 (BÜN) |
| 2008    | UEFA Intertotó-kupa              | 2. selejtezőkör | Azerbajdzsán    | Neftçi PFK          | 1–1     | 0–1       |

## Játékoskeret
| #  |               | Poszt | Név                  |
| -- | ------------- | ----- | -------------------- |
| 1  | Belgium       | K     | Stijn Stijnen        |
| 2  | Belgium       | V     | Stefano Marzo        |
| 3  | Belgium       | V     | Dries Wuytens        |
| 4  | Franciaország | V     | Frédéric Brillant    |
| 6  | Belgium       | KP    | Wim De Decker        |
| 7  | Bosnyák       | KP    | Goran Galesic        |
| 8  | Togo          | CS    | Kwame Franck Mawuena |
| 9  | Izrael        | CS    | Roei Dayan           |
| 10 | Belgium       | CS    | Joachim Mununga      |
| 11 | Zimbabwe      | KP    | Vusumuzi Nyoni       |
| 14 | Szenegál      | CS    | Elimani Coulibaly    |
| 15 | Belgium       | KP    | Stijn Wuytens        |
| 16 | Belgium       | KP    | Sam Van den Abeel    |
| 17 | Argentína     | KP    | Hernán Losada        |
| 18 | Marokkó       | KP    | Ilias El Yazidi      |

| #  |              | Poszt | Név                           |
| -- | ------------ | ----- | ----------------------------- |
| 19 | Belgium      | CS    | Conor Laerenbergh             |
| 20 | Belgium      | K     | Coen Van Langendonck          |
| 21 | Belgium      | KP    | Alpaslan Öztürk               |
| 22 | Belgium      | V     | Nick van Asch                 |
| 23 | Belgium      | KP    | Funso Ojo                     |
| 24 | Belgium      | CS    | Guillaume François            |
| 25 | Horvátország | V     | Tomislav Mikulić              |
| 27 | Magyar       | V     | Bodor Boldizsár               |
| 28 | Brazília     | CS    | Wanderson Maciel Sousa Campos |
| 29 | Kazahsztán   | KP    | Georgy Zhukov                 |
| 30 | Belgium      | K     | Stefan Deloose                |
| 31 | Izrael       | V     | Dor Malul                     |

## Híres játékosok
- Mousa Dembélé
- Jan Vertonghen
- Aaron Mokoena
- Bavon Tshibuabua
- Bodor Boldizsár